# Уминский, Ян Непомук
Ян Непомук Уминский (пол. Jan Nepomucen Umiński 5 февраля 1780—1851, Висбаден) — польский генерал, один из предводителей восстания 1830 года. Участник наполеоновских войн (1809—1814) и Польского восстания (1830-1831).

## Биография
Добровольцем участвовал в восстании Костюшко в 1794 году, был адъютантом генерала Антония Мадалинского. Когда Наполеон в 1806 году сформировал польское войско, Уминский организовал почетную охрану Наполеона; был ранен и попал в плен. Прусский военный суд приговорил его к смертной казни, но приговор не был приведен в исполнение вследствие угрозы репрессалий. В 1809 году, в войне против Австрии Уминский, командовал авангардом генерала Домбровского. Принял участие в Русской кампании 1812 года. Участник сражений при Бородино и под Смоленском. Во главе гусарского полка, которым он командовал, первым вошел в Москву. В 1813 году был вторично ранен и взят в плен под Лейпцигом.
В 1816 году, при образовании польских войск, состоял некоторое время на службе; затем поселился в своих имениях в Познани.
В 1821 г. вместе с Лукасиньским организовал общество коссиньеров (Kossynierów); арестованный русскими властями, был выдан пруссакам и приговорен к 6 годам заключения в крепости.
Когда в 1830 году вспыхнуло польское восстание, он бежал из тюрьмы и, прибыв в Варшаву, получил командование дивизией. Участвовал в битве под Ливом и обороне Варшавы. После поражения повстанцев жил в эмиграции во Франции, а затем в Висбадене, где и умер.

## Сочинения
- «Beleuchtung des Werks von Fr. von Smitt» (Брюссель, 1840)
- «Récit des vénements militaires de la bataille d’Ostrolenka» (Париж, 1832).